# Manchester United F.C. mùa bóng 1926–27
Mùa giải 1926-27 là mùa giải thứ 31 của Manchester United ở Liên đoàn bóng đá.
Trong mùa giải vào ngày 07 Tháng 10 năm 1926, Liên đoàn bóng đá thông báo cho United, John Chapman đã bị đình chỉ "tham gia vào bóng đá hay Huấn luyện viên bóng đá đối với hành vi không thích hợp ở vị trí của mình như là thư ký giám đốc của Câu lạc bộ bóng đá Manchester United". Không có lời giải thích thêm cho án treo đã từng đưa ra. Trận đấu tiếp theo, hai ngày sau đó chống lại Bolton Wanderers, Lal Hilditch đã được chọn làm quản lý đội bóng kiêm cầu thủ bóng đá cho đến ngày 13 tháng 4 năm 1927 trước khi Herbert Bamlett được bổ nhiệm làm Huấn luyện viên mới của United.

## Giải bóng đá hạng nhất (First Division)
| Thời gian            | Đối thủ              | H/A | Tỷ số Bt-Bb | Cầu thủ ghi bàn                        | Số lượng khán giả |
| -------------------- | -------------------- | --- | ----------- | -------------------------------------- | ----------------- |
| 28 tháng 8 năm 1926  | Liverpool            | A   | 2 – 4       | McPherson (2)                          | 34,795            |
| 30 tháng 8 năm 1926  | Sheffield United     | A   | 2 – 2       | McPherson (2)                          | 14,844            |
| 4 tháng 9 năm 1926   | Leeds United         | H   | 2 – 2       | McPherson (2)                          | 26,338            |
| 11 tháng 9 năm 1926  | Newcastle United     | A   | 2 – 4       | McPherson, Spence                      | 28,050            |
| 15 tháng 9 năm 1926  | Arsenal              | H   | 2 – 2       | Hanson, Spence                         | 15,259            |
| 18 tháng 9 năm 1926  | Burnley              | H   | 2 – 1       | Spence                                 | 32,593            |
| 25 tháng 9 năm 1926  | Cardiff City         | A   | 2 – 0       | Rennox, Spence                         | 17,267            |
| 2 tháng 10 năm 1926  | Aston Villa          | H   | 2 – 1       | Barson, Rennox                         | 31,234            |
| 9 tháng 10 năm 1926  | Bolton Wanderers     | A   | 0 – 4       |                                        | 17,869            |
| 16 tháng 10 năm 1926 | Bury                 | A   | 3 – 0       | Spence (2), McPherson                  | 22,728            |
| 23 tháng 10 năm 1926 | Birmingham           | H   | 0 – 1       |                                        | 32,010            |
| 30 tháng 10 năm 1926 | West Ham United      | A   | 0 – 4       |                                        | 17,733            |
| 6 tháng 11 năm 1926  | The Wednesday        | H   | 0 – 0       |                                        | 16,166            |
| 13 tháng 11 năm 1926 | Leicester City       | A   | 3 – 2       | McPherson (2), Rennox                  | 18,521            |
| 20 tháng 11 năm 1926 | Everton              | H   | 2 – 1       | Rennox (2)                             | 24,361            |
| 27 tháng 11 năm 1926 | Blackburn Rovers     | A   | 1 – 2       | Spence                                 | 17,280            |
| 4 tháng 12 năm 1926  | Huddersfield Town    | H   | 0 – 0       |                                        | 33,135            |
| 11 tháng 12 năm 1926 | Sunderland           | A   | 0 – 6       |                                        | 15,385            |
| 18 tháng 12 năm 1926 | West Bromwich Albion | H   | 2 – 0       | Sweeney (2)                            | 18,585            |
| 25 tháng 12 năm 1926 | Tottenham Hotspur    | A   | 1 – 1       | Spence                                 | 37,287            |
| 27 tháng 12 năm 1926 | Tottenham Hotspur    | H   | 2 – 1       | McPherson (2)                          | 50,665            |
| 28 tháng 12 năm 1926 | Arsenal              | A   | 0 – 1       |                                        | 30,111            |
| 1 tháng 1 năm 1927   | Sheffield United     | H   | 5 – 0       | McPherson (2), Barson, Rennox, Sweeney | 33,593            |
| 15 tháng 1 năm 1927  | Liverpool            | H   | 0 – 1       |                                        | 30,304            |
| 22 tháng 1 năm 1927  | Leeds United         | A   | 3 – 2       | McPherson, Rennox, Spence              | 16,816            |
| 5 tháng 2 năm 1927   | Burnley              | A   | 0 – 1       |                                        | 22,010            |
| 9 tháng 2 năm 1927   | Newcastle United     | H   | 3 – 1       | Hanson, Harris, Spence                 | 25,402            |
| 12 tháng 2 năm 1927  | Cardiff City         | H   | 1 – 1       | Hanson                                 | 26,213            |
| 19 tháng 2 năm 1927  | Aston Villa          | A   | 0 – 2       |                                        | 32,467            |
| 26 tháng 2 năm 1927  | Bolton Wanderers     | H   | 0 – 0       |                                        | 29,618            |
| 5 tháng 3 năm 1927   | Bury                 | H   | 1 – 2       | Smith                                  | 14,709            |
| 12 tháng 3 năm 1927  | Birmingham           | A   | 0 – 4       |                                        | 14,392            |
| 19 tháng 3 năm 1927  | West Ham United      | H   | 0 – 3       |                                        | 18,347            |
| 26 tháng 3 năm 1927  | The Wednesday        | A   | 0 – 2       |                                        | 11,997            |
| 2 tháng 4 năm 1927   | Leicester City       | H   | 1 – 0       | Spence                                 | 17,119            |
| 9 tháng 4 năm 1927   | Everton              | A   | 0 – 0       |                                        | 22,564            |
| 15 tháng 4 năm 1927  | Derby County         | H   | 2 – 2       | Spence (2)                             | 31,110            |
| 16 tháng 4 năm 1927  | Blackburn Rovers     | H   | 2 – 0       | Hanson, Spence                         | 24,845            |
| 18 tháng 4 năm 1927  | Derby County         | A   | 2 – 2       | Spence (2)                             | 17,306            |
| 23 tháng 4 năm 1927  | Huddersfield Town    | A   | 0 – 0       |                                        | 13,870            |
| 30 tháng 4 năm 1927  | Sunderland           | H   | 0 – 0       |                                        | 17,300            |
| 7 tháng 5 năm 1927   | West Bromwich Albion | A   | 2 – 2       | Hanson, Spence                         | 6,668             |

| #  | Câu lạc bộ        | Tr | T  | H  | B  | Bt | Bb | Hs  | Điểm |
| -- | ----------------- | -- | -- | -- | -- | -- | -- | --- | ---- |
| 14 | Cardiff City      | 42 | 16 | 9  | 17 | 55 | 65 | –10 | 41   |
| 15 | Manchester United | 42 | 13 | 14 | 15 | 52 | 64 | –12 | 40   |
| 16 | The Wednesday     | 42 | 15 | 9  | 18 | 84 | 75 | –17 | 39   |

## FA Cup
| Thời gian           | Vòng đấu       | Đối thủ | H/A | Tỷ số Bt-Bb | Cầu thủ ghi bàn | Số lượng khán giả |
| ------------------- | -------------- | ------- | --- | ----------- | --------------- | ----------------- |
| 8 tháng 1 năm 1927  | Vòng 3         | Reading | A   | 1 – 1       | Bennion         | 28,918            |
| 12 tháng 1 năm 1927 | Vòng 3 Đấu lại | Reading | H   | 2 – 2       | Spence, Sweeney | 29,122            |
| 17 tháng 1 năm 1927 | Vòng 3 Đấu lại | Reading | N   | 1 – 2       | McPherson       | 16,500            |